# César Ducasse
César Ducasse (Tolosa de Llenguadoc, 1 de novembre de 1979) és un director, escriptor i editor de cinema francès, conegut sobretot per dirigir el terror de culte noruec Mørke sjeler.

## Carrera
César Ducasse es va graduar a l'École Supérieure de Réalisation Audiovisuelle l'any 2001.
Va llançar Addict Films, una productora independent que desenvolupa vídeos musicals i llargmetratges.
El 2001 va dirigir un vídeo musical per a la cançó Milkman d'Aphex Twin i un curtmetratge, Cryo, que va guanyar premis en festivals de curtmetratges.
L'any 2004, va produir i dirigir la pel·lícula de ciència-ficció Lies Inc. Molt influenciada pel novel·lista estatunidenc Philip K. Dick, la pel·lícula va ser estrenada al cinema i en DVD als països nòrdics (Noruega, Suècia, Dinamarca, Finlàndia). Se sap que és la primera pel·lícula de ciència-ficció noruega.
El 2007 va dirigir un segon videoclip, Petiatil CxHtdui, i va començar a treballar per a la televisió noruega, editant programes populars com Asbjørn Brekke Show, Nissene over skog og hei, På tur med Dag Otto i Kompani Lauritzen.
El seu darrer llargmetratge, Mørke sjeler, un thriller de terror, es va estrenar als cinemes noruecs el gener de 2011 i, posteriorment, va arribar a les prestatgeries de Blu-ray i DVD poc després. Dark Souls va estar en competició al 29è Festival Internacional de Cinema Fantàstic de Brussel·les, i al XLIV Festival Internacional de Cinema Fantàstic de Catalunya.
Mørke sjeler va rebre crítiques diverses a Noruega després de l'estrena al cinema. Tanmateix, es va vendre a més de 20 països i va rebre crítiques principalment positives a l'estranger.

## Premis
César Ducasse va compartir el premi al millor director amb Mathieu Peteul al São Paulo Fantastico Festival 2010 per la pel·lícula Mørke sjeler.
La pel·lícula també va ser premiada en sis festivals de cinema més.